# Бруннера крупнолистная
Брунне́ра крупноли́стная (лат. Brunnéra macrophýlla), или незабу́дочник — вид многолетнего растения рода Бруннера (Brunnera) семейства Бурачниковые (Boraginaceae).

## Название
Родовое название лат. Brunnera растение получило в честь швейцарского ботаника и путешественника Самюэля Бруннера (1790—1844), совершившего в 1831 году путешествие в Крым. Видовой эпитет лат. macrophylla, -us, -um ‘крупнолистная’ — от греч. μακρός ‘крупный’ и φύλλον ‘лист’; дан по величине листьев растения.

## Ботаническое описание
Многолетнее короткокорневищное травянистое растение. Корневище горизонтальное, толщиной 0,5—1 см, чёрно-бурое, с нитевидными придаточными корнями.
Стебель прямостоячий, до 60 см высотой, обычно одиночный, покрытый короткими редкими волосками, направленными вниз.
Листья вегетативных розеточных побегов 10-20 см шириной на длинных до 40 см, покрытых щетинистыми волосками черешках. Пластинки листьев тонкие, до 12(18) см длиной и такой же ширины, почковидно-сердцевидные, на верхушке коротко заострённые, цельнокрайные, сверху тёмно-зелёные, снизу более светлые, с обеих сторон опушённые мелкими щетинистыми волосками.
Генеративные побеги 10-40 см высотой. Листья на них значительно мельче прикорневых, 3-5 см длиной, 1-3 см шириной, уменьшающиеся к верхушке стебля, самый нижний из них — на коротком черешке, продолговато-яйцевидный, оттянутозаостренный; средние и верхние листья сидячие, продолговатые или ланцетные, острые.

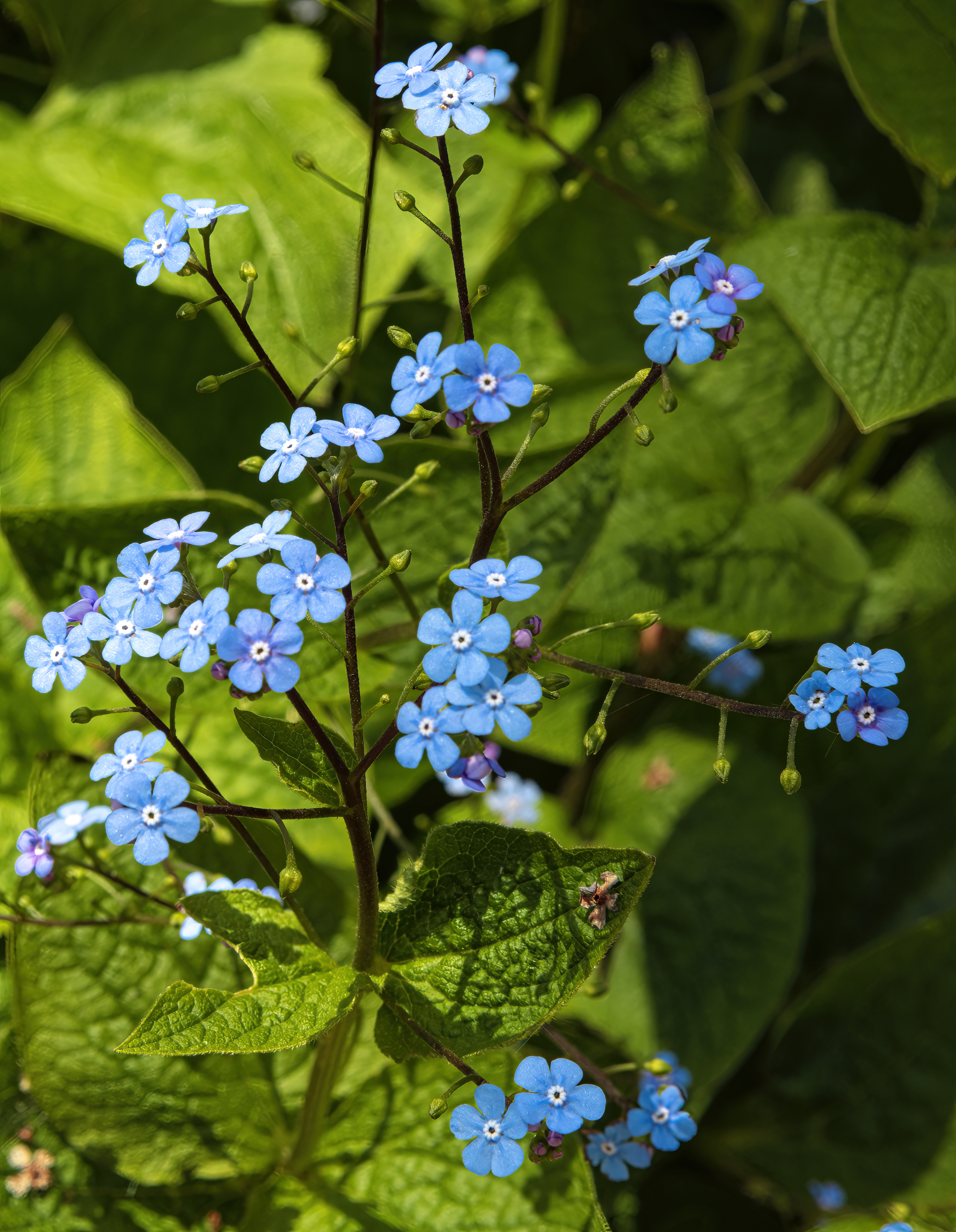
Цветущая бруннера крупнолистная

Цветоносы выходят из пазух верхних стеблевых листьев и превышают их. Цветки собраны вначале в улиткообразно свёрнутое соцветие, при полном цветении — рыхло-метельчатое.
Чашечка почти до основания рассечённая на узколанцетные доли 2 мм длиной, густо короткощетинистая.
Венчик голубой, в зеве белый, частично сросшийся, трубка едва длиннее чашечки. Отгиб плоский около 4 мм в диаметре, лопасти его округлые или обратнояйцевидные, равные по длине трубке чашечки.
Цветениеː май—июнь.
Плод — орешек до 3 мм длиной, полусогнутый, с острой верхушкой, морщинистый.
Диплоидное число хромосом — 2n = 48.

## Географическое распространение и экология
Географическое распространение — Западное Предкавказье, Западное Закавказье, Кахетия.
Произрастает в тенистых лесах, иногда на субальпийских лугах. Криптофит, геофит.
За пределами своего природного ареала культивируется как декоративное растение и дичает в европейской части России.
Во "Флоре средней полосы европейской части России"  П. Ф. Маевского имеется указание, что нередко для Средней России как широко культивируемое декоративное растение ошибочно указывают кавказский вид бруннеру крупнолистную (Brunnera macrophylla), вместо действительно выращиваемой алтае-саянской бруннеры сибирской — Brunnera sibirica.

## Хозяйственное значение

### Применение в цветоводстве
В культуре с 1825 года. В декоративном цветоводстве бруннера сибирская используется для групповых посадок, бордюров и на каменистых горках. Поскольку к середине лета она теряет декоративность желательно её высаживать в смешанных групповых посадках, декорируя другими декоративно стабильными растениями.
Бруннера крупнолистная имеет садовые формы и сорта, которые ценят за пестрые широкосерцевидные листьяː
- 'Лэнгтриз' ('Langtrees')
- 'Вариегата' ('Variegata')
- 'Миллениумзильбер' ('Millenniumsilber')
- 'Джек Фрост' ('Jack Frost')
- 'Хэдспен Крим' ('Hadspen Cream')
- 'Доусонз Уайт' ('Dawsons White')
- 'Бетти Бауринг' ('Betty Bowring')
- 'Blaukuppel'

## Таксономия и внутривидовая систематика
Locus classicusː Описан с Кавказа (р. Арагви).